# Germplasm Resources Information Network
Germplasm Resources Information Network (GRIN, возможный перевод — Информационная сеть генетических ресурсов) — информационный проект, предоставляющий генетическую и другую информацию о живых организмах в режиме онлайн.
В 1990 году Конгресс США санкционировал создание Программы национальных генетических ресурсов (англ. National Genetic Resources Program (NGRP)), которая должна была обеспечить сбор, обработку, хранение и распространение среди учёных генетической информации о живых организмах, важных для пищевой промышленности и сельскохозяйственного производства. Проект GRIN реализован и поддерживается в актуальном состоянии в рамках этой программы, осуществляемой под руководством Департамента сельского хозяйства США.
Проект GRIN состоит из четырёх подпроектов, посвящённых, соответственно, растениям, позвоночным животным, микроорганизмам и беспозвоночным животным:
- National Plant Germplasm System (NPGS)
- National Animal Germplasm Program (NAGP)
- National Microbial Germplasm Program (NMGP)
- National Invertebrate Genetic Resources Program (NIGRP)

GRIN Taxonomy for Plants (раздел подпроекта National Plant Germplasm System) посвящён таксономии растений. На персональных страницах таксонов видового и инфравидового ранга помимо таксономической информации также приводятся (в большинстве случаев) данные о распространении, использовании, общеупотребительных названиях; даётся перечень посвящённой данному таксону литературы, а также ссылки на интернет-ресурсы, где может быть найдена дополнительная информация.